# Cobrenuca
O cobrenuca consistia em um pequeno item de armadura medieval, complemento à proteção da nuca e da cabeça; era na verdade uma pequena guarnição a mais nos capacetes, com objetivo de defender melhor a parte traseira do crânio, em particular o segmento inferior.

## Referência
- COIMBRA, Álvaro da Veiga, Noções de Numismática. SP. Secção Gráfica da Faculdade de Filosofia, Ciências e Letras da Universidade de São Paulo, 1965.